# Delphos (Iowa)
Delphos – miasto w Stanach Zjednoczonych, w stanie Iowa, w hrabstwie Ringgold. Zgodnie ze spisem statystycznym z 2000 miasto liczyło 25 mieszkańców.